# Lista över IFK Göteborgs rekord och statistik
Detta är en lista över IFK Göteborgs rekord och statistik i nationell liga och cup samt europeisk cupfotboll. Den infattar rekord och statistik runt samtliga matcher som IFK Göteborg spelat i svenska ligasystemet och cupturneringarna Svenska cupen, Supercupen, Uefacupen, Cupvinnarcupen, Europacupen och Uefa Champions League sedan klubben bildades 1904 fram till slutet av den senast färdigspelade säsongen/turneringen (om inte annat anges).
För statistik av IFK Göteborgs resultat säsong per säsong se Lista över IFK Göteborgs säsonger.

## Meriter

### Inhemska
- Svenska mästare[1]
  - Vinnare (18): 1908, 1910, 1918, 1934/1935, 1941/1942, 1957/1958, 1969, 1982, 1983, 1984, 1987, 1990, 1991, 1993, 1994, 1995, 1996, 2007
  - Andra plats (12): 1924/1925, 1926/1927, 1929/1930, 1939/1940, 1979, 1981, 1985, 1997, 2005, 2009, 2014, 2015

#### Ligan
- Allsvenskan[1]
  - Vinnare (13): 1934/1935, 1941/1942, 1957/1958, 1969, 1982, 1984, 1990, 1991, 1993, 1994, 1995, 1996, 2007
  - Andra plats (13): 1924/1925, 1926/1927, 1929/1930, 1939/1940, 1979, 1981, 1986, 1988, 1997, 2005, 2009, 2014, 2015

- Division II Södra
  - Vinnare (1): 1976
  - Andra plats (2): 1972, 1975

- Division II Sydvästra
  - Vinnare (1): 1950/1951

- Division II Västra
  - Vinnare (1): 1938/1939

- Svenska serien[1]
  - Vinnare (7): 1912/1913, 1913/1914, 1914/1915, 1915/1916, 1916/1917, 1918, 1919
  - Andra plats (1): 1922/1923

- Göteborgsserien
  - Vinnare (1): 1907
  - Andra plats (2): 1905, 1906

- Kamratmästerskapen
  - Vinnare (11): 1909, 1910, 1912, 1913, 1914, 1915, 1920, 1921, 1922, 1924, 1940
  - Andra plats (2): 1906, 1908

#### Svenska cupen
- Svenska cupen[1]
  - Vinnare (8): 1978/1979, 1981/1982, 1982/1983, 1991, 2008, 2013, 2015, 2020
  - Andra plats (5): 1985/1986, 1998/1999, 2004, 2007, 2009

#### Supercupen
- Supercupen[1]
  - Vinnare (1): 2008
  - Andra plats (4): 2009, 2010, 2013, 2015

#### Dubbeln
- Allsvenskan och SM-slutspel
  - Vinnare (2): 1984, 1990

- Svenska cupen och Supercupen
  - Vinnare (1): 2008

- Allsvenskan och Svenska cupen
  - Vinnare (1): 1991

- SM-slutspel och Uefacupen
  - Vinnare (1): 1987

- SM-slutspel och Svenska cupen
  - Vinnare (1): 1983

#### Kvadruppeln
- Allsvenskan, SM-slutspel, Svenska cupen och Uefacupen
  - Vinnare (1): 1982

### Europeiska
- Uefacupen[1]
  - Vinnare (2): 1981/1982, 1986/1987

- Royal League
  - Andra plats (1): 2004/2005

## Lagstatistik
Största segrar
- 9–1 mot IK Sleipner 1925, samt 8–0 mot Hammarby IF och Stattena IF 1925 och 1930.

Största förluster
- 2–9 mot Malmö FF 1949 och 0–7 mot IFK Norrköping 1960.

Största seger i inbördes möten
- 10–0 totalt mot Malmö FF 2001, 4–0 (h) och 6–0 (b) - största siffran i modern tid.

Största seger i inbördes möten (internationellt)
- 17–0 totalt mot FC Avenir Beggen 1984/1985 i Europacupen för mästarlag, 9–0 (h) och 8–0 (b).

Största förlust i inbördes möten (internationellt)
- 2–11 totalt mot Feyenoord 1961/1962 i Europacupen för mästarlag, 0–3 (h) och 2–8 (b).

Bästa publiksnittet
- 23 760 i snitt per hemmamatch 1977 – fjärde högsta snittet i Allsvenskans historia efter Hammarby IF (25 507, 2015 och 24 232, 2019) och Örgryte IS (25 490, 1959).

Svenskt publikrekord
- 52 194, IFK Göteborg–Örgryte IS 1959 – högsta publiksiffran i Allsvenskans historia.

Flest allsvenska säsonger i svit
- 45 säsonger, 1977–2021 – längsta pågående obrutna sviten, och näst längsta sviten i Allsvenskans historia efter Malmö FF (63 säsonger, 1936/1937–1999).

## Spelarstatistik
Siffrorna är korrekta per slutet av säsongen 2021.
| Rank | Spelare                  | År i klubben        | Matcher |
| ---- | ------------------------ | ------------------- | ------- |
| 1    | Mikael Nilsson           | 1987–2001           | 609     |
| 2    | Bengt "Fölet" Berndtsson | 1951–1968           | 599     |
| 3    | Jerry Carlsson           | 1974–1987           | 536     |
| 4    | Magnus Erlingmark        | 1993–2004           | 517     |
| 5    | Tommy Holmgren           | 1977–1989           | 511     |
| 6    | Tord Holmgren            | 1977–1987           | 502     |
| 7    | Magnus "Ölme" Johansson  | 1988–1998 2003–2007 | 483     |
| 8    | Arne Nyberg              | 1932–1950           | 469     |
| 9    | Ernst Andersson          | 1927–1943           | 468     |
| 10   | Anders Rydberg           | 1924–1938           | 464     |

| Rank | Spelare                        | År i klubben                  | Mål |
| ---- | ------------------------------ | ----------------------------- | --- |
| 1    | Filip "Svarte-Filip" Johansson | 1924–1933                     | 333 |
| 2    | Torbjörn Nilsson               | 1974–1976 1977–1982 1984–1986 | 329 |
| 3    | Gunnar Rydberg                 | 1921–1936                     | 310 |
| 4    | Bertil "Bebben" Johansson      | 1955–1968                     | 292 |
| 5    | Arne Nyberg                    | 1932–1950                     | 289 |
| 6    | Erik Börjesson                 | 1907–1911 1911–1920           | 279 |
| 7    | Owe Ohlsson                    | 1954–1964                     | 243 |
| 8    | Erik Hjelm                     | 1913–1929                     | 218 |
| 9    | Holger Bengtsson               | 1938–1950                     | 215 |
| 10   | Leif Larsson                   | 1938–1946                     | 205 |

| Rank | Spelare                   | År i klubben                  | Matcher |
| ---- | ------------------------- | ----------------------------- | ------- |
| 1    | Bengt "Fölet" Berndtsson  | 1951–1968                     | 348     |
| 2    | Anders Rydberg            | 1924–1938                     | 292     |
| 3    | Mikael Nilsson            | 1987–2001                     | 284     |
| 4    | Arne Nyberg               | 1932–1950                     | 279     |
| 5    | Magnus Erlingmark         | 1993–2004                     | 278     |
| 6    | Ernst Andersson           | 1927–1943                     | 276     |
| 7    | Mattias Bjärsmyr          | 2005–2009 2012–2017 2020–2022 | 273     |
| 8    | Bertil "Bebben" Johansson | 1955–1968                     | 268     |
| 9    | Hjálmar Jónsson           | 2002–2016                     | 254     |
| 10   | Tobias Hysén              | 2007–2013 2016–2018           | 251     |

| Rank | Spelare                        | År i klubben                  | Mål |
| ---- | ------------------------------ | ----------------------------- | --- |
| 1    | Filip "Svarte-Filip" Johansson | 1924–1933                     | 180 |
| 2    | Bertil "Bebben" Johansson      | 1955–1968                     | 162 |
| 3    | Gunnar Rydberg                 | 1921–1936                     | 137 |
| 4    | Arne Nyberg                    | 1932–1950                     | 111 |
| 5    | Owe Ohlsson                    | 1954–1964                     | 101 |
| 6    | Holger Bengtsson               | 1938–1950                     | 100 |
| 7    | Tobias Hysén                   | 2007–2013 2016–2018           | 89  |
| 8    | Torbjörn Nilsson               | 1974–1976 1977–1982 1984–1986 | 88  |
| 9    | Gunnar Gren                    | 1941–1949                     | 78  |
| 9    | Leif Larsson                   | 1938–1946                     | 78  |

| Rank | Spelare                 | År i klubben                            | Matcher |
| ---- | ----------------------- | --------------------------------------- | ------- |
| 1    | Magnus Erlingmark       | 1993–2004                               | 49      |
| 2    | Mikael Nilsson          | 1987–2001                               | 48      |
| 3    | Mattias Bjärsmyr        | 2005–2009 2012–2017 2020–               | 46      |
| 4    | Jerry Carlsson          | 1974–1987                               | 40      |
| 5    | Bengt Andersson         | 1998–2007                               | 38      |
| 6    | Håkan Mild              | 1988–1993 1995–1996 1998–2001 2002–2005 | 37      |
| 6    | Hjálmar Jónsson         | 2002–2016                               | 37      |
| 8    | Tobias Hysén            | 2007–2013 2016–2018                     | 36      |
| 9    | Magnus "Ölme" Johansson | 1988–1998 2003–2007                     | 34      |
| 9    | Sebastian Eriksson      | 2007–2011 2015–2018 2019 2020–          | 34      |

| Rank | Spelare              | År i klubben                  | Mål |
| ---- | -------------------- | ----------------------------- | --- |
| 1    | Torbjörn Nilsson     | 1974–1976 1977–1982 1984–1986 | 31  |
| 2    | Tobias Hysén         | 2007–2013 2016–2018           | 17  |
| 3    | Magnus Erlingmark    | 1993–2004                     | 16  |
| 3    | Johnny Ekström       | 1984–1986 1992 1997           | 16  |
| 5    | Robin Söder          | 2008–2014 2018–2021           | 14  |
| 6    | Lasse Vibe           | 2013–2015 2019                | 13  |
| 6    | Stefan Selakovic     | 2005–2012                     | 13  |
| 6    | Tomas Rosenkvist     | 2000–2004                     | 13  |
| 6    | Dan Corneliusson     | 1978–1983                     | 13  |
| 10   | Peter Ijeh           | 2004–2005                     | 11  |
| 10   | Sebastian Henriksson | 1997–2002                     | 11  |
| 10   | Jerry Carlsson       | 1974–1987                     | 11  |

### Andra rekord
Yngste debutant
- Nicklas Bärkroth, som var 15 år, sju månader och sju dagar gammal, och därmed dessutom blev den yngste spelaren någonsin i allsvenskan.

Yngste spelaren som vunnit SM-guld
- Olof Tell, 16 år.

Äldste spelaren som vunnit SM-guld
- Bengt Andersson, 41 år.

### Allsvenska skyttekungar
| Säsong    | Namn                           | Antal mål |
| --------- | ------------------------------ | --------- |
| 1924/1925 | Filip "Svarte-Filip" Johansson | 39        |
| 1943/1944 | Leif Larsson                   | 19        |
| 1946/1947 | Gunnar Gren                    | 18        |
| 1957/1958 | Bertil "Bebben" Johansson      | 27        |
| 1961      | Bertil "Bebben" Johansson      | 20        |
| 1969      | Reine Almqvist                 | 16        |
| 1977      | Reine Almqvist                 | 15        |
| 1981      | Torbjörn Nilsson               | 20        |
| 1982      | Dan Corneliusson               | 12        |
| 1986      | Johnny Ekström                 | 13        |
| 1990      | Kaj Eskelinen                  | 13        |
| 1991      | Kennet Andersson               | 13        |
| 1996      | Andreas Andersson              | 19        |
| 2007      | Marcus Berg                    | 14        |
| 2009      | Tobias Hysén                   | 18        |
| 2014      | Lasse Vibe                     | 23        |

### Fotbollsgalan / Allsvenskans stora pris

#### Guldbollen
Guldbollen är ett pris som årligen delas ut vid Fotbollsgalan, till den svenska spelare på herrsidan som varit mest framstående under året. Dessa spelare befann sig i klubben året de fick priset.
| År   | Namn             |
| ---- | ---------------- |
| 1946 | Gunnar Gren      |
| 1982 | Torbjörn Nilsson |
| 1983 | Glenn Hysén      |
| 1987 | Peter Larsson    |

#### Övriga kategorier
| År                      | Spelare                  | Kategori                             |
| Fotbollsgalan           | Fotbollsgalan            | Fotbollsgalan                        |
| ----------------------- | ------------------------ | ------------------------------------ |
| 1995                    | Jesper Blomqvist         | Årets mål                            |
| 1995                    | Thomas Ravelli           | Årets målvakt                        |
| 1996                    | Jesper Blomqvist         | Årets mittfältare                    |
| 1996                    | Jesper Blomqvist         | Folkets lirare                       |
| 1996                    | Andreas Andersson        | Årets forward                        |
| 1997                    | Thomas Ravelli           | Årets målvakt                        |
| 1997                    | Andreas Andersson        | Årets forward                        |
| 1997                    | Stefan Pettersson        | Folkets lirare                       |
| 2005                    | Mattias Bjärsmyr         | Årets nykomling                      |
| 2007                    | Andrés Vasquez           | Årets mål                            |
| 2007                    | Stefan Rehn Jonas Olsson | Årets tränare                        |
| 2008                    | Robin Söder              | Årets nykomling                      |
| 2009                    | Tobias Hysén             | Årets allsvenska spelare             |
| Allsvenskans stora pris |                          |                                      |
| 2013                    | Tobias Hysén             | Årets anfallare                      |
| 2013                    | Tobias Hysén             | Allsvenskans mest värdefulla spelare |
| 2013                    | John Alvbåge             | Årets röst                           |
| 2014                    | Gustav Engvall           | Årets nykomling                      |
| 2015                    | John Alvbåge             | Årets målvakt                        |
| 2017                    | Pontus Dahlberg          | Årets nykomling                      |
| 2019                    | Alhassan Yusuf           | Årets nykomling                      |

### Kristallkulan
Kristallkulan är ett årligt pris som tidningen GT delar ut till årets bästa fotbollsspelare i Västsverige.
IFK-spelare som tilldelats utmärkelsen
| År   | Namn                      |
| ---- | ------------------------- |
| 1950 | Rune Emanuelsson          |
| 1951 | Reino Börjesson           |
| 1954 | Henry Andersson           |
| 1956 | Holger Hansson            |
| 1959 | Bengt "Fölet" Berndtsson  |
| 1961 | Lennart Nilsson           |
| 1962 | Owe Ohlsson               |
| 1963 | Nils "Tidan" Johansson    |
| 1965 | Björn Ericsson            |
| 1967 | Bertil "Bebben" Johansson |
| 1969 | Göran "Pisa" Nicklasson   |
| 1976 | Björn Nordqvist           |
| 1978 | Reine Almqvist            |
| 1979 | Torbjörn Nilsson          |
| 1981 | Torbjörn Nilsson          |
| 1982 | Ruben Svensson            |
| 1983 | Glenn Hysén               |
| 1984 | Stig Fredriksson          |
| 1985 | Peter Larsson             |
| 1986 | Glenn Hysén               |
| 1987 | Thomas Wernersson         |
| 1988 | Stefan Pettersson         |
| 1989 | Roland Nilsson            |
| 1990 | Thomas Ravelli            |
| 1991 | Stefan Rehn               |
| 1993 | Stefan Rehn               |
| 1994 | Thomas Ravelli            |
| 1996 | Stefan Pettersson         |
| 1997 | Andreas Andersson         |
| 2001 | Håkan Mild                |
| 2003 | Mikael Antonsson          |
| 2004 | Niclas Alexandersson      |
| 2005 | Bengt Andersson           |
| 2007 | Ragnar Sigurðsson         |
| 2009 | Gustav Svensson           |
| 2013 | Tobias Hysén              |
| 2014 | Lasse Vibe                |
| 2015 | Gustav Svensson           |
| 2019 | Robin Söder               |